# Olympische Sommerspiele 2004/Teilnehmer (Tansania)
| Gelbes Symbol für Goldmedaillen mit stilisierten Olympischen Ringen | Graues Symbol für Silbermedaillen mit stilisierten Olympischen Ringen | Braundes Symbol für Bronzemedaillen mit stilisierten Olympischen Ringen |
| ------------------------------------------------------------------- | --------------------------------------------------------------------- | ----------------------------------------------------------------------- |
| —                                                                   | —                                                                     | —                                                                       |

Tansania nahm an den Olympischen Sommerspielen 2004 in der griechischen Hauptstadt Athen mit acht Sportlern, zwei Frauen und sechs Männern, teil.

## Teilnehmer nach Sportarten

### Leichtathletik
- Mwera Samwel
800 Meter Männer: Halbfinale
1500 Meter Männer: DNS

- Fabiano Joseph
5000 Meter Männer: Vorläufe
10.000 Meter Männer: 10. Platz

- John Yuda Msuri
10.000 Meter Männer: DNF

- Amnaay Zebedayo Bayo
Marathon Männer: DNF

- Samson Ramadhani
Marathon Männer: 40. Platz

- John Nada Saya
Marathon Männer: DNF

- Restituta Joseph
5000 Meter Frauen: Vorläufe

- Banuelia Mrashani
Marathon Frauen: DNF